# Décimo Junio Silano (escritor)
Décimo Junio Silano fue un escritor romano de familia noble del siglo II a. C. experto en idioma púnico y literatura púnica.

## Trabajo
Tras la destrucción romana de Cartago en 146 a. C., el contenido de las bibliotecas cartaginesas fue distribuido entre los reyes de Numidia, pero un trabajo fue considerado demasiado importante para perderse: el manual agrícola de Magón. Este extenso tratado en 28 tomos fue transportado a Roma y el Senado encargó a Silano la traducción de dicha obra. Hacia el mismo periodo, Casio Dionisio de Útica realizó una adaptación al griego.
Traducido por Silano, el trabajo comienza con el consejo general recogido por Columela:

«Quien ha comprado tierras debería vender su casa en la ciudad, de ese modo no deseará adorar a los dioses urbanos del hogar en lugar de a los del campo. Quien prefiera su residencia en la ciudad no necesita terrenos en el campo.«.»
Columela, De Agricultura 1.1.18.

La traducción de Silano se ha perdido, al igual que el trabajo original de Magón, pero mediante la traducción del trabajo de Magón impregnó la tradición agrícola romana y fue mencionado a menudo por escritores romanos posteriores.

## Fragmentos
Lo que sigue es una lista de fragmentos de la obra traducida de Magón, citados por autores romanos posteriores:
- Si compras una granja, vende tu casa en la ciudad (ver la cita más arriba).[3]
- Los viñedos más productivos miran al norte.[4]
- Cómo plantar viñas.[5]
- Cómo podar viñas.[6]
- Cómo plantar olivos.[7]
- Cómo plantar árboles frutales.[8]
- Cómo recolectar hierbas de pantano.[9]
- Preparando granos y legumbres para moler.[10]
- Cómo seleccionar a los bueyes.[11]
- Notas sobre la salud del ganado.[12]
- Mulas y potros de África. Mulas y potrillos en el duodécimo mes tras su concepción.[13]
- Notas sobre los animales de granja.[14]
- Consiguiendo abejas con el cadáver de una vaca o buey.[15]
- El apicultor no debe matar a los zánganos.[16]
- Cómo preservar las granadas.[17]
- Cómo elaborar el mejor «passum» (vino de pasas).[18]